# Орден Михая Храброго
Орден Михая Храброго (рум. Ordinul Mihai Viteazul) — высшая боевая награда Румынии.

## Статут
Орден являлся высшей боевой наградой Румынского королевства. Вручался офицерам румынской и союзных армий за принятие стратегически (и тактически) важных решений, грамотное и эффективное управление войсками, приведшее в конечном итоге к успешному исходу боевой операции, за мужество на поле боя. Орденом могли награждаться войсковые части и корабли.
По статуту ордена, награждённые пользовались пожизненным правом бесплатного проезда по железным дорогам Румынии и бесплатного обучения в любых учебных заведениях. Им и членам их семей обеспечивалось бесплатное медицинское обслуживание. Кроме прочих льгот, награждённые получали за счет государства по 5 га пахотной земли и сельхозинвентарь или участок под строительство дома и необходимые стройматериалы.
Иностранцы, награждённые орденом Михая Храброго, никаких льгот не получали.

## История
Орден был учреждён 26 сентября 1916 года (Королевским Указом № 2968/1916) во время Первой мировой войны, когда Румыния выступила на стороне Антанты.
Орден был назван в честь Михая Храброго, легендарного валашского правителя, который в конце XVI-начале XVII веков остановил турецкую агрессию и объединил в единое государство земли Валахии, Трансильвании и Молдавии.
Когда Румыния вступила во вторую мировую войну на стороне Германии, орден Михая Храброго был повторно учрежден 8 октября 1941 года.
Среди награждённых орденом Михая Храброго в годы Второй мировой войны были такие известные немецкие военачальники, как Вальтер фон Браухич, Герман Геринг, Эрих фон Манштейн, Карл Рудольф Герд фон Рундштедт, Фридрих Паулюс. Дважды орденом был награждён генерал-полковник люфтваффе Ганс Ешоннек.
Третий раз орден был учрежден 18 октября 1944 года — после того, как Румыния перешла на сторону антигитлеровской коалиции и объявила войну Германии. Тремя орденами Михая Храброго с мечами 1-го, 2-го и 3-го классов был награжден генерал-полковник Иван Захарович Сусайков 9 мая 1947 года.
После упразднения монархии в 1947 г. вместе с другими королевскими орденами исключён из наградной системы.
В четвёртый раз учрежден в 2000 году со сменой короны на лавровый венок и помещением золотого герба Румынии в центре аверса креста. На реверсе новые даты 1916—2000. К первому классу впервые добавлена звезда ромбовидной формы.

## Степени
Орден имел три класса.
|                  | Первый класс     | Второй класс              | Третий класс                         |
| Орденские планки |                  |                           |                                      |
| Инсигнии         | 1941—1944 с 2000 | 1916—1941 с 2000 (реверс) | 1916—1941 1941—1944 1944—1947 с 2000 |

## Описание
Знак ордена изготавливался в виде лилиевидного эмалированного креста тёмно-голубого цвета с тонким золотым контуром. На аверсе в центре креста помещен коронованный вензель короля Михая I,на нижнем луче год возобновления награды — 1941. На реверсе — коронованный вензель основателя ордена — короля Фердинанда (из двух зеркально сдвоенных литер «F») и год учреждения ордена — 1916. Крест увенчан короной, при помощи которой соединяется с орденской лентой. Знак ордена I степени короны не имел, оба вензеля и даты размещались на аверсе. Орден III класса носился на левой стороне груди, на ленте, орден II класса — на шее. Орден I класса ленты не имел и носился на левой стороне груди между 2-й и 3-й пуговицами военного мундира либо на левом нагрудном кармане. Награждённый орденом на церемонии награждения облачался в парадное орденское одеяние в виде белой мантии с нашитым изображением ордена Михая Храброго и белую папаху.
В 1944 году, после перехода Румынии на сторону антигитлеровской коалиции, орден Михая Храброго остался высшей военной наградой королевства, но к кресту были добавлены скрещенные мечи. На аверсе остался только вензель Михая I, на реверсе — год учреждения награды в новом качестве — 1944.
Лента ордена темно-красного цвета с вытканными золотыми кантами (3 мм) по краям.